# Született szörnyeteg
A Született szörnyeteg (Epiphany) a Született feleségek (Desperate Housewives) című amerikai filmsorozat százharmincegyedik epizódja. Az Amerikai Egyesült Államokban először az ABC (American Broadcasting Company) adó vetítette 2010. április 25-én.

## Az epizód cselekménye
Ebben az epizódban megismerhetjük Eddie Orlofsky sanyarú gyermekkorának történetét, valamint azt, hogy Gabrielle, Bree, Susan és Lynette hogyan ismerték meg a fiút, és mely életszakaszában próbáltak a segítségére lenni, anélkül, hogy észrevették volna, hogy az alkoholista anyja eközben milyen szörnyeteget csinált belőle...

## Mary Alice epizódzáró monológja
- A narrátor, Mary Alice monológja az epizód végén így hangzik (a magyar változat alapján):

"Van egy ház Széplak városában és abban a házban egy szörnyeteg lakik. Az a fajta, aki nőket gyilkol. Önök most talán azt kérdezik, hogy mi hív életre egy ilyen szörnyeteget? A válasz egyszerű, a szörnyetegek megteremtői maguk is szörnyetegek."

## Epizódcímek más nyelveken
- Angol: Epiphany (Vízkereszt)
- Francia: Un garçon sans importance (Egy jelentéktelen fiú)
- Olasz: Mostri ed altri mostri (Szörnyetegek és más szörnyetegek)
- Német: Entstehung eines Monsters (Szörnyetegek teremtése)
- Lengyel: Objawienie (Felfedezés)
- Makedón: Појава (Vízkereszt)
- Arab:  من هو  (Ki az?)
- Litván: Epipfānija (Vízkereszt)